# Hotelul Windsor Arms

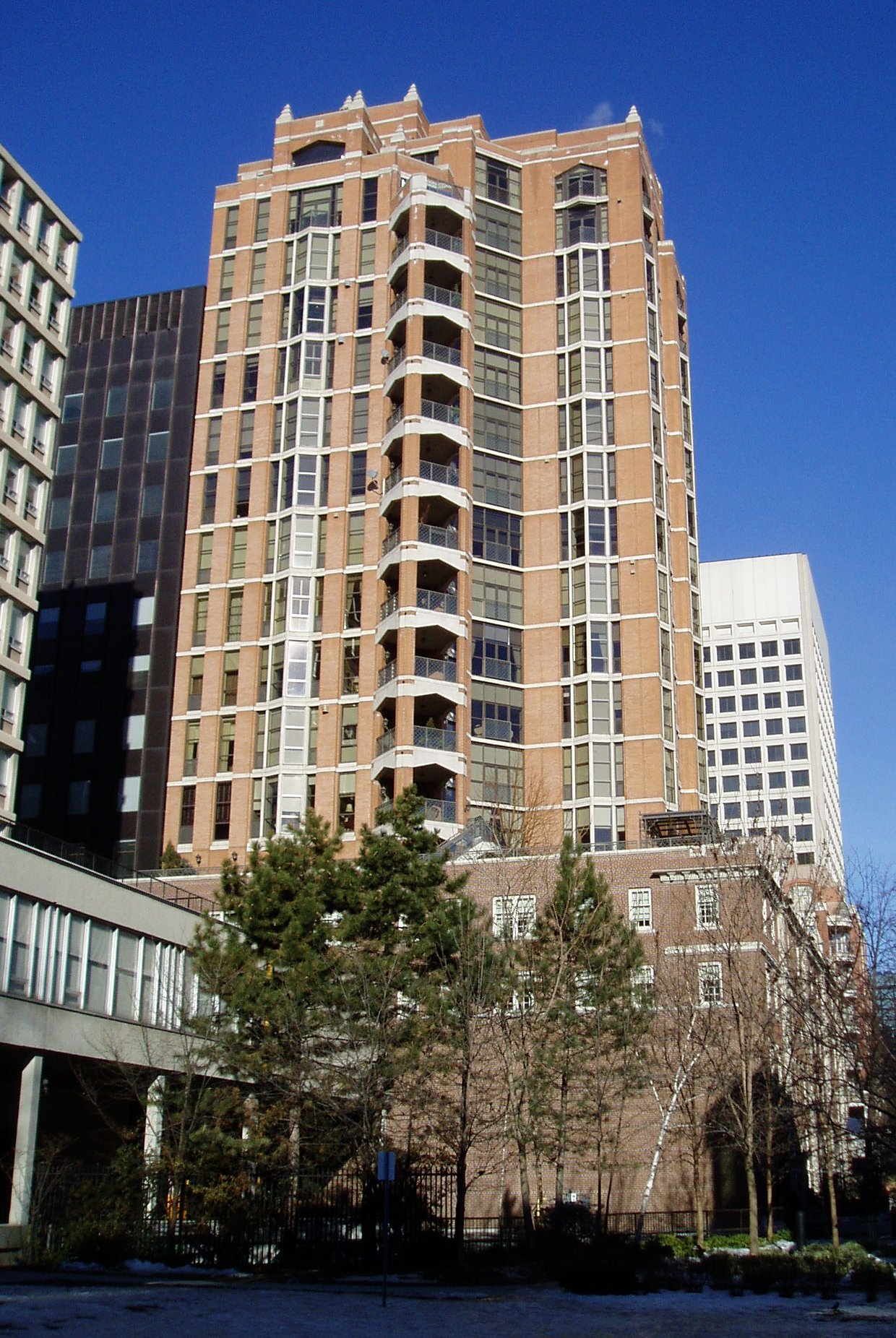
Hotelul Windsor Arms

Windsor Arms este un hotel boutique din Toronto, Ontario, Canada. Acesta este situat la 18 St Thomas Sf., în inima cartierului  Yorkville. Hotelul include un Club 22, o cafenea Court Yard și un Spa.
Această clădire în stil neogotic a fost proiectată de arhitectul Kirk Hyslop din Toronto și construită în anul 1927. Aceasta a fost enumerată ca o proprietate istorică a orașului Toronto în 1983 și desemnată în conformitate cu Legea Patrimoniului din Ontario în 1992. Prin anii 1980, hotelul pierde o parte din venit, iar în 1991 se închide . Achiziționat în 1995, se redeschide în 1999.
Festivalul de Film Internațional din Toronto a fost fondat în hotel în 1976, iar implicarea hotelului la festival continuă și astăzi .
Hotelul a fost cunoscut ca fiind frecventat de mai multe celebrități, cum ar fi Katharine Hepburn, Elizabeth Taylor, Woody Allen, Richard Burton, și, mai recent, Richard Gere, Britney Spears și Tina Turner. El a fost folosit în filmul din 1973, Paper Chase, dar și în Speaking Parts din 1989 și Chloe din 2010, de către Atom Egoyan.
Hotelu Arms Windsor este, de asemenea, casa unui ansamblu de lux cu 25 de reședințe, măsurând între 2,800 și 4,800 de metri pătrați și costând între 2,500,000 și 8,000,000 de dolari.